# 환이랑 경이랑 함께 가꾸는 초록 서울
환이랑 경이랑 함께 가꾸는 초록 서울은 서울시에서 제작한 초등학생용 조기 환경교육 교재로서, 초등학교 교과 과정과 연계하여 구성되어 있다.
초등학교 교과 과정 개편 등에 맞추어 매년 본 교재를 개편하고 있으며, 학생용 교재 뿐아니라 교사용 지도서를 발간하여 내실 있는 환경교육이 운영될 수 있도록 하였다.
2008년부터 2013년까지 93만부를 무상 배부 한 바 있으며, 2013년 현재 서울시 총 583개 초등학교 중 544개의 초등학교에서 본 교재를 이용하여 환경교육을 실시하고 있다.

## 참고 문헌
1. ↑  “서울 어린이, '환이랑 경이랑(환경 교재)'과 환경꿈나무로 쑥쑥!”. 연합뉴스. 2011년 9월 23일.